# Xavier Tillman
Xavier Justis Tillman Sr., né le 12 janvier 1999 à Grand Rapids dans le Michigan, est un joueur américain de basket-ball évoluant au poste de pivot voire d'ailier fort.

## Biographie

### Grizzlies de Memphis (2020-2024)
Lors de la draft 2020, il est sélectionné en 35e position par les Kings de Sacramento puis envoyé aux Grizzlies de Memphis.
Le 28 novembre 2020, il signe un contrat de quatre saisons avec les Grizzlies de Memphis.

### Celtics de Boston (depuis 2024)
En février 2024, il est transféré aux Celtics de Boston contre deux seconds tours de draft.

## Palmarès

### Universitaire
- Big Ten Defensive Player of the Year (2020)
- Second-team All-Big Ten (2020)
- Big Ten Sixth Man of the Year (2019)

### NBA
- Champion NBA en 2024 avec les Celtics de Boston.

## Statistiques

### Universitaires
| Saison    | Équipe         | Matchs | Titul. | Min./m | % Tir | % 3pts | % LF | Rbds/m. | Pass/m. | Int/m. | Ctr/m. | Pts/m. |
| --------- | -------------- | ------ | ------ | ------ | ----- | ------ | ---- | ------- | ------- | ------ | ------ | ------ |
| 2017-2018 | Michigan State | 35     | 0      | 8,7    | 65,0  | –      | 65,6 | 2,60    | 0,30    | 0,30   | 0,70   | 2,80   |
| 2018-2019 | Michigan State | 39     | 14     | 24,0   | 60,5  | 29,6   | 73,2 | 7,30    | 1,60    | 0,90   | 1,70   | 10,00  |
| 2019-2020 | Michigan State | 31     | 31     | 32,1   | 55,0  | 26,0   | 66,7 | 10,30   | 3,00    | 1,20   | 2,10   | 13,70  |
| Carrière  | Carrière       | 105    | 45     | 21,3   | 58,2  | 27,3   | 69,5 | 6,60    | 1,60    | 0,80   | 1,50   | 8,70   |

### Professionnelles

#### Saison régulière
| Saison    | Équipe   | Matchs | Titul. | Min./m | % Tir | % 3pts | % LF | Rbds/m. | Pass/m. | Int/m. | Ctr/m. | Pts/m. |
| --------- | -------- | ------ | ------ | ------ | ----- | ------ | ---- | ------- | ------- | ------ | ------ | ------ |
| 2020-2021 | Memphis  | 59     | 12     | 18,4   | 55,9  | 33,8   | 64,2 | 4,34    | 1,27    | 0,75   | 0,56   | 6,61   |
| 2021-2022 | Memphis  | 53     | 2      | 13,2   | 45,4  | 20,4   | 64,8 | 3,04    | 1,17    | 0,92   | 0,28   | 4,75   |
| 2022-2023 | Memphis  | 61     | 29     | 19,3   | 61,4  | 26,7   | 55,1 | 5,00    | 1,60    | 1,00   | 0,50   | 7,00   |
| 2023-2024 | Memphis  | 34     | 13     | 20,6   | 40,8  | 22,6   | 41,9 | 4,60    | 1,70    | 1,20   | 1,00   | 6,00   |
| Carrière  | Carrière | 207    | 56     | 17,7   | 52,2  | 26,4   | 57,4 | 4,30    | 1,40    | 0,90   | 0,50   | 6,20   |

#### Playoffs
| Saison   | Équipe   | Matchs | Titul. | Min./m | % Tir | % 3pts | % LF | Rbds/m. | Pass/m. | Int/m. | Ctr/m. | Pts/m. |
| -------- | -------- | ------ | ------ | ------ | ----- | ------ | ---- | ------- | ------- | ------ | ------ | ------ |
| 2021     | Memphis  | 3      | 0      | 6,0    | 20,0  | 00,0   | —    | 1,00    | 0,30    | 0,30   | 0,00   | 0,70   |
| 2022     | Memphis  | 9      | 6      | 15,5   | 72,0  | 50,0   | 50,0 | 3,33    | 0,67    | 0,67   | 0,11   | 4,44   |
| 2023     | Memphis  | 6      | 6      | 30,5   | 53,3  | 25,0   | 60,0 | 8,00    | 3,20    | 0,70   | 0,70   | 8,70   |
| Carrière | Carrière | 18     | 12     | 18,9   | 57,3  | 28,6   | 54,5 | 4,50    | 1,40    | 0,60   | 0,30   | 5,20   |

## Records sur une rencontre en NBA
Les records personnels de Xavier Tillman en NBA sont les suivants, :
| Type de statistique        | Saison régulière | Saison régulière                | Saison régulière | Playoffs | Playoffs                    | Playoffs      |
| Type de statistique        | Record           | Adversaire                      | Date             | Record   | Adversaire                  | Date          |
| -------------------------- | ---------------- | ------------------------------- | ---------------- | -------- | --------------------------- | ------------- |
| Points                     | 20               | Magic d'Orlando                 | 28 mars 2023     | 22       | Los Angeles Lakers          | 20 avril 2023 |
| Paniers marqués            | 10               | Magic d'Orlando                 | 28 mars 2023     | 10       | Los Angeles Lakers          | 20 avril 2023 |
| Paniers tentés             | 17               | Grizzlies de Memphis            | 28 février 2023  | 13       | Los Angeles Lakers          | 20 avril 2023 |
| Paniers à 3 points réussis | 2                | 5 fois                          | 5 fois           | 1        | @ Warriors de Golden State  | 7 mai 2022    |
| Paniers à 3 points tentés  | 5                | 3 fois                          | 3 fois           | 1        | 3 fois                      | 3 fois        |
| Lancers francs réussis     | 4                | 4 fois                          | 4 fois           | 1        | 3 fois                      | 3 fois        |
| Lancers francs tentés      | 7                | Rockets de Houston              | 11 décembre 2021 | 4        | @ Timberwolves du Minnesota | 21 avril 2022 |
| Rebonds offensifs          | 5                | 3 fois                          | 3 fois           | 4        | Timberwolves du Minnesota   | 19 avril 2022 |
| Rebonds défensifs          | 10               | @ Nuggets de Denver             | 19 avril 2021    | 4        | Warriors de Golden State    | 3 mai 2022    |
| Rebonds totaux             | 14               | @ Nuggets de Denver             | 19 avril 2021    | 13       | Los Angeles Lakers          | 20 avril 2023 |
| Passes décisives           | 7                | Suns de Phoenix                 | 1er avril 2022   | 3        | Los Angeles Lakers          | 20 avril 2023 |
| Interceptions              | 4                | 2 fois                          | 2 fois           | 3        | Warriors de Golden State    | 3 mai 2022    |
| Contres                    | 2                | 9 fois                          | 9 fois           | 1        | @ Warriors de Golden State  | 7 mai 2022    |
| Balles perdues             | 5                | Pelicans de La Nouvelle-Orléans | 16 février 2021  | 3        | @ Timberwolves du Minnesota | 21 avril 2022 |
| Minutes jouées             | 41               | @ Nuggets de Denver             | 19 avril 2021    | 32       | @ Los Angeles Lakers        | 20 avril 2023 |

- Double-double : 8
- Triple-double : 0

Dernière mise à jour : 9 janvier 2024